# Ibn Masarra
Abū ʿAbdallāh Muhammad ibn ʿAbdallāh Ibn Masarra al-Dschabalī (arabisch أبو عبد الله محمد بن عبد الله بن مسرة الجبلي, DMG Abū ʿAbdallāh Muḥammad ibn ʿAbdallāh Ibn Masarra al-Ǧabalī, geb. 882 oder 883; gest. 931 in Córdoba) war ein islamischer Mystiker und Philosoph. In mittelalterlichen arabischen Quellen wird er als der erste prominente Theologe von al-Andalus und als bedeutender Asket beschrieben, allerdings hat seine Theologie auch viel Widerspruch hervorgerufen.
In der modernen Forschung wurde sein Denken unterschiedlich eingeordnet. Während Ignaz Goldziher Ibn Masarra noch als Vertreter der Muʿtazila deutete, wurde er seit Miguel Asín Palacios als Denker betrachtet, der vor allem unter dem Einfluss ismailitisch-neuplatonischer Lehren stand. Diese Einschätzung festigte sich, nachdem 1972 in der Chester Beatty Library zwei Texte gefunden wurden, die man als Werke Ibn Masarras identifizierte. José Bellver, der in Zweifel gezogen hat, dass diese Texte durch Ibn Masarra verfasst wurden, und ihm zwei andere Texte zuordnet, die bisher als Werke Ibn Hazms betrachtet wurden, sieht in Ibn Masarra dagegen einen rationalistischen Theologen.

## Leben
Ibn Masarra wurde 883 in Córdoba geboren und lernte bei seinem Vater Abū ʿAbdallāh Ibn Massara, der ein versierter Hadith-Gelehrter war, wie auch einigen anderen Gelehrten in al-Andalus. Wie sein Vater reiste er in den Nahen Osten und folgte damit einer schon länger bestehenden Tradition andalusischer Studienreisen, wodurch die Gelehrten aus al-Andalus bereits im 10. Jahrhundert einen hohen Grad der Vertrautheit mit den Lehren und sozialen Kreisen der östlichen Sufis vorwiesen, da sie sich mit ihnen austauschten. Seine erste Reise begann er um das Jahr 912, aber anscheinend erreichte er Mekka nicht und verweilte nur in Kairouan.
Erst im Laufe einer zweiten Reise, die er wohl unternahm, um Anschuldigungen der Häresie aus dem Weg zu gehen, gelang es ihm, Mekka zu erreichen, und er verbrachte ungefähr drei Jahre (924–926) in der Heiligen Stadt. Ibn Masarra soll malikitisches Recht studiert haben, und in einigen Quellen ist er auch mit dem Beinamen „der Jurist“ (al-faqīh) zu finden. Dort machte er die Bekanntschaft mit Abū Saʿīd Ibn al-Aʿrābī, einem Schüler des Baghdader Mystikers al-Dschunaid.
Ibn Masarra soll ein talentierter Redner gewesen sein. In einigen Quellen wird er als höchst gewandter und charismatischer Gesprächspartner charakterisiert. In einigen anderen Quellen wird betont, dass seine „Silberzunge“ es ihm erlaubte seine wahren Absichten zu verschleiern und andere Menschen zu beeinflussen, d. h. sie vom rechten Weg abkommen zu lassen. Zwar verfasste er viele Bücher, doch ließ er sehr viel Zeit, um seine Entwürfe zu revidieren und verabscheute es, diese zu publizieren, bevor er nicht überzeugt war, dass sie gut genug waren.
Als er zur Zeit der Herrschaft Abd ar-Rahman III. nach al-Andalus zurückkehrte, schloss sich ihm eine Gruppe von Verehrern an, und er zog sich in die Berge um Córdoba zurück. Der Großteil der Autoren, aus deren Berichten man vom Leben Ibn Masarras erfahren kann, schreiben davon, dass er ein zurückgezogenes, asketisches Leben führte. Dort starb er im Jahre 931. Obwohl Ibn Masarra verdächtigt wurde, häretische Ansichten zu vertreten, wurde er zu Lebzeiten nie angeklagt oder verfolgt.

## Die Verfolgung seiner Anhänger
Nach Ibn Masarras Tod setzten seine Schüler das Studium und die Verbreitung seiner Lehren fort. Seine Ideen verbreiteten sich rasch und wurden dann von der sogenannten Schule von Almería, zu der Gelehrte wie Ibn al-ʿArīf (gest. 1141), Ibn Barradschān (gest. 1141) und Ibn Qasī (gest. 1151) gehörten, aufgenommen. Diese Schule soll die Grundlagen für die Entwicklung des dialektischen Denkens der Sufis in al-Andalus gelegt haben. In der neueren Forschung ist man sich allerdings nicht sicher, ob man überhaupt von einer Schule reden kann und nicht vielmehr von voneinander unabhängigen Gelehrten ausgehen muss. In der Mitte des 10. Jahrhunderts beschuldigten Autoritäten des umayyadischen Kalifats Ibn Masarras Anhänger der Häresie und des Unglaubens und verlangten von diesen, Buße zu tun. Die Werke Ibn Masarras wurden daraufhin mindestens einmal öffentlich verbrannt, und in den folgenden Jahren verfassten einige Gelehrte aus dem Osten und al-Andalus Schriften, um die Lehren und Ideen Ibn Masarras zu widerlegen.
Es ist denkbar, dass der Kalif ʿAbd al-Rahmān III. Anstoß an Ibn Masarras politischen Ansichten bezüglich der Qualifikationen muslimischer Führung nahm. Die Anhänger Ibn Masarras verschwanden nach und nach, jedoch zirkulierten einige seiner Lehren weiterhin in al-Andalus.

## Lehren und Denken

### Ibn Masarras Lehren nach den frühen arabischen Quellen
In den frühen Quellen wird Ibn Masarra als ein Theologe mit qadaritischen oder muʿtazilitschen Sympathien beschrieben. Die früheste erhaltene Quelle ist der Text, der im Auftrag des umayyadischen Kalifen ʿAbd al-Rahmān III. verfasst wurde und in den Moscheen Cordobas im Jahre 952 vorgetragen wurde. In der längeren der beiden Versionen des Textes, die Ibn Haiyān überliefert, wird von den Masarrīya, also den Anhängern Ibn Masarras, unter anderem gesagt, sie würden an die Erschaffenheit des Korans glauben und die göttliche Vergebung verneinen. Aus Ibn al-Faradīs (962–1013) Taʾrīḫ ʿulamāʾ al-Andalus erfährt man, dass Ibn Masarra an das Handlungsvermögen (istiṭāʿa) des Menschen und andere Grundsätze der Muʿtazila glaubte. Ibn Hazm, der bis zur Entdeckung der zwei Werke die Hauptquelle über Ibn Masarra darstellte, sagt über diesen, dass er mit der Muʿtazila bezüglich des Qadar einer Meinung war, er Wissen (ʿilm) und Macht (qudra) Gottes als erschaffene (maḫlūq) und temporäre Attribute Gottes verstand.
Muhammad Ibn Hārith al-Chuschanī (gest. 971) berichtete über Ibn Masarra, dass er sich der Askese verschrieb und sich in verschiedenen traditionellen Wissenschaften auskannte. Er soll viele Schriften über die Verbesserung der Handlungen im Einklang mit einem gottesfürchtigen Leben, die innere Aufmerksamkeit (muḥāsabat al-nufūs), die Aufrichtigkeit und die Notwendigkeit, die verschiedenen Arten von Falschheit und Betrug zu beobachten, abgefasst haben. Weiterhin erklärte er, dass sich die Menschen in Bezug auf Ibn Masarra in zwei Gruppen aufgeteilt hätten: Eine Gruppe war der Auffassung, dass er in der Gotteserkenntnis und in der Ausübung der Askese den Rang eines Imams erreicht habe. Die andere Gruppe sah u. a. seine Lehre über Gottes Verheißung und Gottes Drohung (al-waʿd wa-l-waʿīd) und seine symbolische Interpretation der Verse des Korans (taʾwīl) als falsch an und diffamierte ihn, indem sie ihn der unzulässigen Neuerung beschuldigte.

### Einordnungen seines Denkens in der modernen Forschung

#### Ignaz Goldziher: Ibn Masarra als Vertreter der Muʿtazila
In der modernen Forschung ist Ibn Masarras Denken sehr unterschiedlich eingeordnet worden. Ignaz Goldziher, der sich auf die biographischen Porträts Ibn Masarras in den Werken von Ibn al-Faradī, Ibn Haiyān und Ibn Hazm stützte, stellte ihn als Repräsentanten eines freidenkerischen Muʿtazilismus auf der Iberischen Halbinsel dar. Er machte dafür geltend, dass Ibn Masarra nach diesen Darstellungen muʿtazilitische Lehren wie das Konzept der Willensfreiheit, die Ablehnung der Fürsprache (šafāʿa) und die Erschaffenheit des göttlichen Wissens vertrat.

#### M. Asín Palacios: Ibn Masarra als Anhänger pseudo-empedokleischer Lehren
Miguel Asín Palacios meinte in seiner Monographie Abenmasarra y su escuela (1914), Einflüsse der Muʿtazila sowie der Bātinīya und Ismāʿīlīya in Ibn Masarras Denken entdecken zu können, und vertrat die Ansicht, dass er sich von pseudo-empedokleischen Schriften inspirieren ließ, das heißt von neuplatonischen Schriften, die von den arabischen Philosophen Empedokles und Pythagoras zugeschrieben wurden. Diese Einordnung, die auch durch Reinhart Dozy übernommen wurde, stützte sich auf einen Abschnitt in dem Werk Ṭabaqāt al-umam von Sāʿid al-Andalusī (gest. 1070). Asín Palacios versuchte zu zeigen, dass Ibn Masarra seine pseudo-empedokleische Lehre von der fünffachen Hierarchie von Substanzen, die von der Materia prima ausgehen, unter einem muʿtazilitischen und ismailitisch-bātinitischen Deckmantel verbarg und mit diesem Denken eine Schule von Sufis prägte, die von Ismāʿīl ar-Ruʿainī (gest. 1040) über Ibn Barradschān, Ibn al-ʿArīf und Ibn Qasī bis zu Muhyī d-Dīn Ibn ʿArabī (gest. 1240) reichte. Samuel Miklos Stern kritisierte 1970 Asín Palacios' Monographie und widerlegte mit auf Textbelege gegründeten Argumenten seine Theorie von dem Einfluss des arabischen Pseudo-Empedokles auf Ibn Masarras Denken.

#### Der Dschaʿfar-Fund und sein Einfluss auf das Bild Ibn Masarras
Bis in die 1970er Jahre galten Ibn Masarras Werke als verloren. Eine neue Situation ergab sich dadurch, dass 1972 der ägyptische Gelehrte Muhammad Kamāl Ibrāhīm Dschaʿfar in Manuskript 3168 der Chester Beatty Library in Dublin, welches einige Werke zu Buchstaben und deren magischen Deutungen enthält, auf zwei Texte stieß, die er als Werke Ibn Masarras identifizierte und publizierte. Durch die Entdeckung der beiden Werke – der Risālat al-Iʿtibār („Abhandlung über die Kontemplation“) und des Kitāb Ḫawāṣṣ al-ḥurūf („Buch über die Eigenheiten der Buchstaben“) – änderte sich das Bild von Ibn Masarras Denken. Fast alle Studien, die nach dieser Entdeckung veröffentlicht wurden, stützen sich bei ihrer Einordnung von Ibn Masarras Denken auf diese beiden Werke.
Pilar Garrido Clemente, die sich intensiver mit diesen Schriften befasste, sieht Ibn Masarra als einen Hermeneutiker und genuin islamischen sunnitischen mystischen Denker, der seine Inspiration aus dem Koran wie auch dem Sufismus zieht, durch seine Ausbildung mit der malikitischen Rechtsschule verbunden ist und eine allgemeine neuplatonische Dimension hat, die typisch für die intellektuelle Koine seiner Zeit war.
Michael Ebstein ordnet Ibn Masarras Denken aufgrund der in Dublin entdeckten Schriften als theosophisch ein, nicht im modernen Sinne, sondern im Sinne der akademischen Einordnung der jüdischen Kabbala, weil bei ihm die Gottheit sowie dessen Art des Handelns im Universum im Zentrum stehen. Seiner Auffassung fügt Ibn Masarra ähnlich wie die Theologie des Aristoteles und die ismailitische neuplatonischen Tradition die Begriffe für Gottes Wort und Willen in ein neuplatonisches Schema ein. Er meint, dass der ismailitische Neuplatonismus und die Lehren von Ibn Masarra, Isaak ben Salomon Israeli, Ibn Gabirol, Judah ha-Levi und Muhyī d-Dīn Ibn ʿArabī alle als Varianten ein und desselben Neuplatonismus betrachtet werden sollten. Allen sei gemeinsam, dass sie den göttlichen Willen als zentrales Element des kosmogonischen Prozesses sahen. Ebstein vermutet, dass Ibn Masarra diese Lehren auf seiner Reise nach Kairouan kennenlernte, denn dort befand sich zu dieser Zeit der Hof des fatimidischen Kalifen und es war auch der Ort, an dem Isaak ben Salomon Israeli lebte.
In einigen Studien wurde auch eine Verbindung zwischen den Ibn Masarra zugeordneten Schriften und den Briefen der Brüder der Reinheit hergestellt. So weist Michael Ebstein darauf hin, dass der Autor des Kitāb Ḫawāṣṣ al-ḥurūf ähnlich wie die Brüder der Reinheit die koranischen Paare Thron-Schemel und Stift-Tafel mit dem Universalintellekt und der Universalseele identifiziert. Godefroy de de Callataÿ glaubt, dass Ibn Masarra die Schriften der Brüder der Reinheit kennengelernt haben könnte, während er sich im Nahen Osten bzw. Nordafrika aufhielt.
Sarah Stromsa meint, dass sich Ibn Masarras theologisches und philosophisches Interesse vor allem auf die Bedeutung des Tauhīd konzentriert. Damit zusammenhängend sei sein Bestreben zu verstehen, wie das eindeutige Wissen bzw. die Gewissheit (yaqīn) erlangt werden könne. Die beiden in Dublin aufgefundenen Schriften stellen ihrer Ansicht die Art und Weise dar, wie genau dieses Wissen erhalten werden könne. In der Risālat al-Iʿtibār scheine das Mittel dafür die richtige Praxis des Sinnierens, deren Objekt die physische Welt ist, zu sein, wohingegen man nach dem Kitāb Ḫawāṣṣ al-ḥurūf die ontologische Bedeutung der arabischen Buchstaben entziffern müsse, um das eindeutige Wissen zu erhalten. Elemente, die mit der Lehre der Muʿtazila oder aristotelischen Lehre in Zusammenhang gebracht werden könnten, konnte sie in diesen Schriften nicht finden.

#### José Bellver: Ibn Masarra als rationalistischer Theologe
Ein Problem hinsichtlich der Einordnung von Ibn Masarras Ideen und Lehren ist allerdings, dass die arabischen Quellen des Mittelalters ein sehr anderes Bild davon zeichnen als dasjenige, das die in Dublin aufgefundenen Texte vermitteln. Die meisten Gelehrten haben diesen Widerspruch dadurch zu lösen versucht, dass sie die in den arabischen Quellen enthaltenen Informationen für falsch und parteiisch erklärt haben. José Bellver hingegen hat in einem 2020 veröffentlichten Aufsatz in Zweifel gezogen, dass die in Dublin aufgefundenen Werke wirklich von Ibn Masarra stammen, und auf Grundlage einer bisher wenig ausgewerteten Quelle von Ibn al-Uqlīschī (gest. 1155 od. 1157) die These vertreten, dass ein anderer Text, ar-Radd ʿalā al-Kindī („Widerlegung al-Kindīs“), der bisher Ibn Hazm zugeordnet wurde, Ibn Masarra zuzuordnen ist. Aufgrund der Auswertung dieses Textes ist er zu der Einschätzung gelangt, dass die in den arabischen Quellen des Mittelalters enthaltenen Informationen über Ibn Masarra akkurat sind und er als ein rationalistischer Denker einzuordnen ist. Bellver meint, dass die heftige Reaktion auf Ibn Masarras Denken nur damit erklärt werden könne, dass er in seiner Widerlegung al-Kindīs, die die Attribute und Namen Gottes als einfache, nicht-ewige und erschaffene Entitäten außerhalb Gottes versteht, die Möglichkeit von Fürsprache zurückweist und jeden Muslim, der Gott mit intellektuell erfassbaren Attributen beschreibt, zum Mulhid erklärt, die Kernlehren des Islams in Frage gestellt hatte.

## Werke

### Werke Ibn Masarras, die in arabischen Quellen erwähnt bzw. zitiert werden
In den mittelalterlichen arabischen Quellen werden Ibn Masarra verschiedene Werke zugeschrieben: Ibn al-Abbār (gest. 1260) erwähnt ein Kitāb al-Tabṣira („Buch der Scharfsinnigkeit“), al-Qurtubī (gest. 1273) ein Kitāb at-Tabyīn („Das Buch der Erklärung“). Ibn Masarra soll außerdem noch eine Sammlung von Hadithen zusammengestellt haben, in der unter anderem ein Hadith über eine Übereinkunft zwischen dem Prophet und den Juden vorkommt. Mehmet Neçmettin Bardakçi, der ein Werk mit dem Titel al-Muntaqā min kalām ahl al-tuqā („Eine Auswahl von Aussagen der Frommen“) herausgab, ist der Meinung, dass dies ebenfalls ein Werk Ibn Masarras war. Pilar Garrido Clemente bezweifelte dies jedoch. Ibn Masarra soll außerdem Gedichte abgefasst haben. Muhyī d-Dīn Ibn ʿArabī bezieht sich explizit auf ein Werk Ibn Masarras, das Kitāb al-Ḥurūf geheißen haben soll.
Von einem Werk Ibn Masarras in der arabischen Literatur auch Zitate überliefert, nämlich dem Kitāb Tauḥīd al-mūqinīn („Das Buch über den Tauhīd derjenigen, die mit Gewissheit wissen“). Dieses wird in dem Kommentar Šarḥ al-Iršād von Ibn al-Mar'a al-Mālaqī (gest. 1214) zitiert. Nach diesen Zitaten behauptete Ibn Masarra, dass die Anzahl der Attribute Gottes unendlich sie, dass Gottes Wissen lebendig sei, dass es wisse und fähig sei, höre, sehe und spreche. Gottes Macht (qudra) wird ebenfalls als wissend, fähig, wollend, Gehörsinn besitzend etc. beschrieben – genau wie alle anderen Attribute Gottes. Ibn Masarra soll der Ansicht gewesen sein, dass es sich dabei um die Einheit Gottes handelte. Ibn Mar'a kritisierte dies und warf Ibn Masarra vor, so die Attribute Gottes in eigene Götter zu verwandeln.

### Werke, die ihm in der modernen Forschung zugeschrieben werden

#### Die beiden Texte aus Manuskript Nr. 3168 der Chester Beatty Library
In der modernen Forschung werden außerdem zwei Texte in Manuskript 3168 der Chester Beatty Library in Dublin Ibn Masarra zugeordnet. Sie wurden 1972 von dem ägyptischen Gelehrte Muhammad Kamāl Ibrāhīm Dschaʿfar entdeckt, als Werke Ibn Masarras identifiziert und publiziert. Nach S. Stroumsa und S. Sviri, die von der Autorschaft Ibn Masarras überzeugt sind, stellen diese beiden Werke das früheste Beispiel spekulativen Denkens in al-Andalus dar. Die darin vorzufindende Komplexität betrachten sie als ein frühes Beispiel des besonderen Modells mystischer Philosophie, das in al-Andalus noch prominent werden sollte.

##### Risālat al-Iʿtibār(„Abhandlung über die Kontemplation“)
Die Risālat al-Iʿtibār („Abhandlung über die Kontemplation“) handelt von der richtigen Art und Weise der Kontemplation und der damit verbundenen Interpretation der Zeichen Gottes. In biographischen und historiographischen Quellen wird ein Werk mit diesem Titel nicht unter den Werken Ibn Masarras aufgeführt. Dschaʿfar schlug deshalb vor, das neu entdeckte Buch mit dem Kitāb at-Tabṣira zu identifizieren, das Ibn al-Abbār Ibn Masarra zuschreibt.  Nach Ansicht von Sarah Stroumsa macht diese Identifikation, auch wenn sie von anderen akzeptiert wurde, aber wenig Sinn, da sich Ibn Masarra nach einer Erzählung, die Ibn al-Abbār überliefert, entschied, das Buch niemandem zu zeigen, und es demnach wohl nie publizierte. Auch könnten in der Risālat al-Iʿtibār auch keine Ideen aus dem Kitāb at-Tabṣira aufgenommen worden sein, da es sich bei ersterer um ein vergleichsweise frühes Werk Ibn Masarras handele.
Sarah Stroumsa und Sara Sviri bieten in ihrem Aufsatz The Beginnings of Mystical Philosophy in al-Andalus eine englische Übersetzung des Textes.
Thema der Risālat al-Iʿtibār ist die richtige Art und Weise, innere Einkehr zu halten und über die physische Welt nachzusinnen. Der Autor legt dar, dass der kontemplative Prozess des iʿtibār (dt. Kontemplation, Sinnieren etc.) nicht nur zur Gewissheit und zum eindeutigen Wissen über die Welt führe, sondern auch zu ein und derselben Wahrheit führen könne wie die Offenbarung selbst. Der Prozess des iʿtibār wird als zentrale intellektuelle und spirituelle Übung beschrieben, in der über die Zeichen Gottes (ayāt Allāh) nachgesonnen wird, um schlussendlich die höheren, herrschenden Realitäten zu verstehen. Das Konzept stützt sich dabei auf die Idee, dass Diesseits und Jenseits parallele Welten mit assoziativen Übereinstimmungen sind. Das Lesen des Buchs der Natur mit dem Intellekt (ʿaql) und die Kontemplation über die Zeichen Gottes befähigen einen dazu, Stufe für Stufe die Leiter der Kenntnis der göttlichen Einheit zu erklimmen. Das Streben nach Gewissheit stellt dabei einen endlosen Prozess dar. So schreibt der Autor:

„Je mehr der Nachsinnende beobachtet, desto mehr sieht er; je mehr er sieht, desto fester wird er in der Überzeugung (taṣdīq), dem göttlichem Beistand (taufīq), der Gewissheit (yaqīn) und der Einsicht (istibṣār).“

Iʿtibār wird in dem Text als ein mentaler Prozess beschrieben, der den Kontemplierenden durch die verschiedenen Ebenen der Existenz zu der höchsten Stufe der Erkenntnis und zur Begegnung mit Gott aufsteigen lässt. Jede Ebene verweist dabei auf eine höhere Ebene, von der sie abhängig ist. Der hierarchisch geordnete Prozess kulminiert in der Erkenntnis der Existenz eines erhabenen, transzendenten Wesens, das weise, mächtig und der alleinige Schöpfer wie auch Herrscher des Universums ist, so wie es im Koran geschrieben steht. Der Autor ist sich bewusst, dass sich auch das Denken der Philosophen auf Kontemplation stützt, distanziert sich jedoch von ihnen und wirft ihnen vor, den richtigen Weg zu verfehlen, weil sie nicht die richtige Intention verfolgen.

##### Kitāb Ḫawāṣṣ al-ḥurūf(„Buch über die Eigenheiten der Buchstaben“)
Das Kitāb Ḫawāṣṣ al-ḥurūf wa-ḥaqāʾiqihā wa-uṣūlihā („Buch über die Eigenheiten, wahren Essenzen und Wurzeln der Buchstaben“) befasst sich mit der Spekulation über die Natur der arabischen Buchstaben, insbesondere der 14 fawātiḥ, der alleinstehenden Buchstaben, die am Anfang von 29 Suren des Koran nach der Basmala stehen. Die verbleibenden 14 Buchstaben des arabischen Alphabets hingegen enthalten die äußere Bedeutung (ẓāhir) und werden in Buch der Buchstaben nicht weiter behandelt. Abdessamad Belhaj vermutet, dass es sich bei dem Kitāb al-Ḥurūf, das Ibn ʿArabī erwähnt, um ein anderes Werk handelt, da sein Ansatz nicht mit demjenigen des Kitāb Ḫawāṣṣ al-ḥurūf übereinstimmt.
Inhalte
Der Autor erklärt am Anfang seines Werks, dass es drei Arten von Wissen (ʿilm) gebe:
1. Wissen über die göttliche Herrschaft (ʿilm al-rubūbīya)
2. Wissen über die Prophetie (ʿilm al-nubūwa)
3. Wissen über die Erprobung (ʿilm al-miḥna), das zu den göttlichen Gesetzen und der Erlösung oder Verdammung gehört (waʿd wa-waʿīd)

Von diesen drei Kategorien, so erklärt er, zweigen sich hunderte weitere Wissensklassen ab. Diese korrespondieren mit der Anzahl göttlicher Namen und der Anzahl der Rangstufen, die man auf dem Weg zum Paradies erklimmt. Der Autor behauptet weiterhin, das diese drei Kategorien mit den von ihnen abzweigenden Klassen in kondensierter Form im Koran vorzufinden sind und zwar in den fawātiḥ. Demnach ermöglicht die Dechiffrierung dieser Buchstaben das eine wahre Verständnis der kosmogonischen, kosmologischen, historischen und eschatologischen Prozesse.
Die fawātiḥ enthüllen nach Auffassung des Autors die innere Bedeutung (bāṭin) der koranischen Offenbarung, stellen Bausteine der Schöpfung dar und wurden Mohammed eingegeben. Zu Beginn der Abhandlung erklärt der Autor, dass die Basmala den ersten Rang des Wissen darstelle, weil sie den verborgenen Namen Gottes beinhalte, durch welchen Gott wahrhaftig bekannt werde. Die Namen Gottes haben laut ihm jeweils einen Rang und Attribute, der wahre Name des Herren kann jedoch nicht ausgesprochen werden. Er begründet das damit, dass das alif hin zur Essenz Gottes deutet, da es alleine geschrieben wird, ohne einem anderen Buchstaben angehängt zu werden. Daher ist es der ewige Name Gottes, der demnach von nichts bzw. niemandem ausgesprochen werden kann.
Zwar wird durch die Terminologie des Korans die Verwendung von Attributen in gewisser Hinsicht vorgeschrieben, jedoch versteht der Autor diese göttlichen Attribute und Gottes schöne Namen als Stufen einer Leiter, die, sobald sie erklommen worden ist und die Gewissheit bzw. das unmissverständliche Wissen erlangt worden ist, an Relevanz verliert. Der Autor verbindet die fawātiḥ aber auch mit den „Wurzeln der Dinge“ (uṣūl al-ašyāʾ), aus denen alle Wesen erschaffen wurden: dem Schreibrohr (qalam) und der Tafel (lauḥ), die er mit dem Universalintellekt identifiziert, dem Schöpfungswort kun und dem Buchstaben Sād, die er mit der Universalseele identifiziert, Luft (hawāʾ), den Wolken (ʿamāʾ), dem Staub (habāʾ), dem Wind (rīḥ), der atmosphärischem Luft (ǧauw), dem Wasser, Feuer, Licht und der Dunkelheit (ẓulma) und dem Lehm (ṭīn). Die vierzehn Buchstaben stellen allerdings nicht nur den Ursprung der Schöpfung, sondern auch die Quelle des prophetischen Wissens dar. Das Qāf steht außerdem nicht nur für das Schreibrohr (qalam), sondern auch für Gottes Vorherbestimmung (qadar).
Der Autor erklärt, dass Gott die Welt durch die Artikulation von Buchstaben, die dadurch die Basis des Universums bilden, erschafft:

„Der Erschaffer, möge Er erhaben sein, bestimmte die Dinge zuerst. Dann machte er diese fest und solide. Am Schluss manifestierte er all dies durch den Mittel seines Befehls. Der Befehl gehört zur Fähigkeit des Sprechens, er ist aus Buchstaben zusammensetzt, ein begrenzter Geist und deutete auf Wissen hin.“

In der Hierarchie Ibn Masarras befindet sich der Befehl Gottes daher über dem Gedenken und ist als das Schöpfungswort kun (dt. Sei!) von größter Bedeutung. Der göttliche Befehl ist aber auch deshalb von so großer Bedeutung, weil er von den Propheten ebenfalls ausgerufen wird bzw. worden sein soll. Diese zoll(t)en damit den schönsten Attribute Gottes ihren Respekt.
Mit seinen Zuweisungen ist der Autor nicht immer konsequent, denn an einer Stelle setzt er das Gedenken auch mit dem Universalintellekt gleich. Dort schreibt er: „Die Erinnerung ist der Universalintellekt, mit welchem Gott, möge Er gepriesen sein, allein die große Seele ausgezeichnet hat, welche sich auf dem tragenden Schemel befindet.“ Der Autor erklärt, dass jedes geschaffene Wesen einen Teil (ǧuzʿ) des universellen Intellekts erhalten hat, durch den es dann seinen Erschaffer erkennen kann.
Parallelen zu anderen Denktraditionen
Die Forschung, die sich in den vergangenen Jahren mit dem „Buch über die Eigenheiten der Buchstaben“ beschäftigt hat, hat sich vor allem darum bemüht, Parallelen zu anderen Denktraditionen aufzuzeigen. Michael Ebstein und Sara Sviri meinen, dass es sich bei dieser Art der Beschäftigung mit den arabischen Buchstaben um einen Ansatz handelt, der insbesondere in der ismailitischen Tradition üblich ist. Der Autor versteht die Buchstaben des arabischen Alphabets ähnlich wie der ismailitische Denker Abū Yaʿqūb as-Sidschistānī (bl. 971) als Zeichen, die die Struktur des Universums andeuten. Ebstein weist darauf hin, dass die Ismailiten ähnlich wie der Autor des Kitāb Ḫawāṣṣ al-ḥurūf den Universalintellekt und die Universalseele mit den zwei Gegensätzen oder Polen bāṭin– ẓāhir assoziieren. Bei der Spekulation über das Schöpfungswort kun handelt es sich nach ihm um eine charakteristische Eigenheit der ismailitisch-neuplatonischen Tradition, in der Gottes Wort und Befehl in dem hierarchischen Schema zwischen Gott und dem Universalintellekt lokalisiert wird. Er weist darauf hin, dass das Konzept des göttlichen Befehls bei den Ismailiten eine wichtige Rolle spielt, weil der Befehl den Heiligen bzw. Freunden Gottes (auliyāʾ), also den Propheten und Imamen, ihren Status verleiht und somit die wahre Essenz der Religion darstellt.
Auch Sarah Stroumsa erinnert das „Buch über die Eigenheiten der Buchstaben“ an neuplatonische Lehren. Sie vermutet allerdings, dass die Spekulationen über die Buchstaben auch vom jüdischen Diskurs inspiriert gewesen sind. Dabei gebe es mehrere Überlappungen mit den Ideen jüdischer Mystiker und ihren Werken, zum Beispiel dem Sefer Jetzira. Bei der Idee, dass der Name Gottes nicht aussprechbar ist bzw. ein Tabu damit assoziiert wird, schlägt sie eine Verbindung zu dem jüdischen Gebrauch, denn dort ist es typisch, den Namen Gottes mit dem Wort „der Name“ („ha-shem“) zu ersetzen. Die Buchstaben hāʾ, hamza, alif, waw und yāʾ, die der Autor des Kitāb Ḫawāṣṣ al-ḥurūf als eine Gruppe sieht, erinnern sie an das jüdische Tetragramm. Dort ist vor allem der Buchstabe ha/he von großer Bedeutung, und der Autor des Kitāb Ḫawāṣṣ al-ḥurūf erklärt, dass er die Essenz zu erkennen gibt. Wichtig ist hierbei, dass der Buchstabe waw normalerweise nicht zu den fawātiḥ gezählt wird und die anderen Buchstaben in anderen Gruppierungen aufgezählt werden.
Michael Ebstein und Sara Sviri weisen darauf hin, dass sich die Beschäftigung mit Buchstaben, insbesondere den fawātiḥ, auch in der muslimischen mystischen Literatur des Mittelalters findet. In einigen Werken dieser Literatur zeigt sich ein etymologischer Ansatzn, und Buchstaben repräsentieren jeweils einen der Namen Gottes. Nach Ebstein bestehen die typologischen Unterschiede zwischen dem Diskurs des Kitāb Ḫawāṣṣ al-ḥurūf und dem Diskurs der Sufis allerdings darin, dass ʿilm al-bāṭin in ersterem als esoterisches Wissen, oder das Wissen des versteckten/verschleierten Reichs verstanden wird, während es in der Tradition der Sufis das Wissen des inneren Reiches der Menschen ist.

##### Zweifel an Ibn Masarras Autorschaft
Nach Dschaʿfars Entdeckung sind die meisten Forscher davon ausgegangen, dass es sich bei den zwei in der Dubliner Handschrift enthaltenen Werken auch tatsächlich um Werke Ibn Masarras handeln muss, und sahen daher die Information, die aus den frühesten Quellen über ihn entnommen werden kann, als falsch oder zumindest nicht repräsentativ an. So ist auch Sarah Stroumsa der Meinung, dass es bei diesen zwei Werken keinen Zweifel an der Autorschaft Ibn Masarras gibt. José Bellver hingegen ist davon überzeugt, dass die zwei Werke nicht von Ibn Masarra sein können, oder dies zumindest nicht von vornherein angenommen werden kann. Zum einen führt er an, dass das Hauptargument für die Autorschaft Ibn Masarras dessen angebliche Nennung in der Handschrift selbst ist. Das Problem hierbei ist aber, dass ein gewisser Abū ʿAbd Allāh al-Dschabalī in der Überlieferungskette genannt wird und dieser dann, womöglich später von jemand anderem (denn die Handschrift der späteren Notiz unterscheidet sich von der des eigentlichen Textes) als Ibn Masarra identifiziert wurde und dann als Randnotiz niedergeschrieben wurde. Laut Bellver handelt es sich dabei um den einzigen Fall, in dem Ibn Masarra eben nicht mit seinem nasab aufgeführt ist. Das würde bedeuten, dass Ibn Masarra nur ein möglicher Autor wäre, da es mindestens noch einen weitern Abū ʿAbd Allāh al-Dschabalī gab. Hinzu kommt, dass die Beschreibungen des Kitāb al-Ḥurūf bei Ibn ʿArabī nicht den Ideen und Lehren in dem Kitāb Ḫawāṣṣ al-ḥurūf wa-ḥaqāʾiqihā wa-uṣūlihā entsprechen, bzw. die Hauptargumente andere zu sein scheinen. Weder die Idee von acht Thronträgern, noch die eindeutige Identifikation des Throns mit der Herrschaft, die Ibn ʿArabī erwähnt, finden sich in dem Kitāb Ḫawāṣṣ al-ḥurūf. Weiterhin nennt Ibn ʿArabī Sahl al-Tustarī nicht, obwohl dessen Lehren eine Inspirationsquellen für das Kitāb Ḫawāṣṣ al-ḥurūf darstellten und sich der Autor dieses Textes mehrmals auf seine Aussagen bezieht. Noch überraschender ist, dass Ibn ʿArabī kein Wort über die Abgetrennten Buchstaben bzw. die fawātiḥ, verliert, die im Fokus des Kitāb Ḫawāṣṣ al-ḥurūf stehen.

#### Die beiden Texte, die ihm von José Bellver zugeschrieben werden
José Bellver selbst hat Ibn Masarra zwei andere Texte zugeschrieben, nämlich das Werk ar-Radd ʿalā al-Kindī („Widerlegung al-Kindīs“), das sich gegen al-Kindīs Werk „Über die Erste Philosophie“ richtet, und die Risālat Ittifāq al-ʿadl bi-l-qadar („Abhandlung über die Übereinstimmung der Gerechtigkeit mit der Vorherbestimmung“), die in der modernen Edition von Ihsān ʿAbbās einen Abschnitt der Kindī-Widerlegung bildet, aber nach Bellver ein eigenständiges Werk darstellt. Bisher wurden beide Texte als Werke Ibn Hazms betrachtet. Bellver argumentiert hingegen für die Autorschaft Ibn Masarras, mit dem Argument, dass die darin angesprochenen Themen mit der Beschreibung von Ibn Masarras Lehren in den frühen Quellen übereinstimmen.

##### ar-Radd ʿalā al-Kindī(„Widerlegung al-Kindīs“)
Bisher wurde dieser Text als ein Werk Ibn Hazms betrachtet, was Bellver aber in Frage stellt. Stattdessen sieht er Ibn Masarra als den eigentlichen Autor an, u. a. weil Ibn al-Uqlīschī (gest.1155-7), der wahrscheinlich Zugriff auf die Werke Masarras hatte, solch eine Widerlegung Ibn Masarra zuschreibt. Für eine Autorschaft Ibn Masarras spricht auch, dass Ibn al-Uqlīschīs Beschreibung der Lehren Ibn Masarras bezüglich der Attribute Gottes mit dem Inhalt der „Widerlegung al-Kindīs“ übereinstimmt.
Im al-Radd ʿalā l-Kindī geht es primär darum, die Aussage al-Kindīs, dass Gott die Ursache aller Wesen sei bzw. dass Gott etwas verursacht, zu widerlegen. Denn, wenn Gott die Ursache ist, so wäre seine Einheit (tauḥīd) zerstört. Der Autor argumentiert, dass im Falle, dass Gott die Ursache sei, er als Ursache durch das Verursachte bekannt sei und das Verursachte durch die Ursache bzw. den „Verursacher“ verursacht werde. Wäre Gott also die Ursache der Dinge, dann würde das bedeuten, dass das Verursachte notwendigerweise relativ zu dessen Ursache stehen würde. Dies bedeute dann, dass eine Verbindung zwischen Gott und den erschaffenen Wesen bestehe und diese dem Verursacher ähneln. Jedoch dürfe diese Verbindung Gott nicht erreichen, ansonsten würde das bedeuten, dass Gottes absolute Einheit nicht alleinstehend ist.
Weiterhin ist der Autor der Meinung, dass Kausalität eine notwendige Relation zwischen der Ursache und dem Verursacher darstellt, denn die Ursache sei das Subjekt (mawḍūʿ) des Verursachten und das Verursachte sei das Prädikat (maḥmūl) der Ursache. Daher seien beide in einem Verhältnis der Notwendigkeit miteinander verbunden. Wenn dem so sei, könne Gott nicht entscheiden, etwas zu beginnen oder zu lassen, da er durch die Kausalität eingeschränkt sei. Demgegenüber betont der Autor, dass eben Gott derjenige sei, dem die freie Wahl eigen sei und die verbleibenden Wesen der Notwendigkeit wegen gezwungen seien, d. h. nicht die göttliche Entscheidungsfreiheit besäßen. Daher könne Gott, auch wenn er der Schöpfer aller Wesen und der letztendliche Handelnde sei, könne er nicht die Ursache der Wesen sein, weil er sonst von der Notwendigkeit eingeschränkt sei. Der Autor des al-Radd ʿalā al-Kindī sieht deshalb in Gott nicht die Ursache der verursachten Wesen oder deren Handeln, noch die Ursache der Ursache. Vielmehr ist für ihn Gott als der Eine und unabhängig von allem zu sehen.
Um den erschaffenen Charakter der Wesen zu erklären, stellt der Autor zwei Zwischenstufen der Realität zwischen die verursachten Wesen und Gott. Die erste Stufe der Realität, oder Abtrennung (faṣl) von Gott ist die Möglichkeit (imkān), die als Wille Gottes (irāda) oder der Thron verstanden werden soll. Unterhalb dieser Stufe befindet sich die Ebene der Passivität (infiʿāl), die das Wissen Gottes (ʿilm) oder der Schemel sei. Diese Stufe besteht nach ihm aus den ersten Ursachen, während die Stufe der Möglichkeit, also der Wille Gottes, die Inhalte der Stufe der Passivität in einer synthetischen und einfachen Totalität umfasst. Dabei sind die ersten Ursachen nicht verursacht, sondern entstanden oder emaniert. Gott ist demnach deren Ausgangspunkt.
Insgesamt versteht der Autor die Schöpfung als eine Struktur, in der einfache Realitäten entstanden, aber nicht erschaffen sind. Weiterhin sieht er in den Attributen Gottes die Ursache aller Dinge. Er beschreibt die Attribute und Namen Gottes als einfache Substanzen, die von Gott und seinem Willen gemacht und platziert worden sind, dies aber ohne dass Gott irgendeinem Zwang ausgeliefert gewesen war. Diese Attribute und Namen erreichen ihn nicht, da es keinerlei Verbindung zwischen Gott und seinen Attributen gebe. Sie erreichen aber die erschaffenen Wesen. Jedoch könnten die Attribute nichts erschaffen, da nur Gott der Schöpfer und Handelnde sei. Schlussendlich sei das einzige Attribut, das Gott habe, jenes, dass er keine (Attribute) habe. Dabei wird ebenfalls betont, dass die ersten Ursachen nicht von ewiger Dauer sind und daher auch das Universum konsequenterweise nicht ewig ist. Zusammenfassend kann man also sagen, dass nach al-Radd ʿalā l-Kindī aus Gott die Attribute hervortreten und diese die ersten Ursachen sind; dass sie aus dem Nichts produziert werden und die erschaffenen Wesen aus ihnen bestehen, die Attribute aber irgendwann aufhören werden zu existieren, da sonst das Universum ewig währen würde.

##### Risālat Ittifāq al-ʿadl bi-l-qadar(„Zur Übereinstimmung von Gerechtigkeit und Vorherbestimmung“)
Die Risālat Ittifāq al-ʿadl bi-l-qadar („Abhandlung zur Übereinstimmung der Gerechtigkeit mit der Vorherbestimmung“) stellt nach Bellver eine eigenständige Abhandlung Ibn Masarras dar, die allerdings thematisch an die vorhergehenden Abschnitte Nr. 78–82 von al-Radd ʿalā l-Kindī angebunden ist, in der Weise, dass diese als eine Einführung für sie fungieren. Die in dieser Schrift entwickelte Theologie stimmt nach ihm mit der Theologie der al-Kindī-Widerlegung überein. Das macht er daran fest, dass der Autor der Risālat Ittifāq al-ʿadl bi-l-qadar die Auffassung, dass menschliches Handeln unabhängig von seiner Natur seinen Ursprung in der Vorbestimmung Gottes hat, also durch ihn verursacht wird, mit dem Argument zurückweist, dass dies die Einheit Gottes mindern und implizieren würde, dass ihm andere Realitäten zugeschrieben werden. Ziel der Risālat Ittifāq al-ʿadl bi-l-qadar ist nach Bellver, ein theologisches Verständnis der göttlichen Vorherbestimmung zu bieten, das eine Argumentation, die Sünden als durch Gott vorherbestimmt rechtfertigt, entkräftet. Es wird die Auffassung vorgetragen, dass Gott alles vor der Schöpfung in dem Ur-Buch (Umm al-kitāb) festgelegt hat, so dass alles in der Schöpfung mit seinen Festlegungen im Ur-Buch übereinstimmt. Zu diesen Festlegungen gehöre, dass Gott sich Barmherzigkeit (raḥma) auferlegt habe. Von dieser Barmherzigkeit komme Gerechtigkeit (ʿadl) und Gunst (faḍl), so dass Gott nicht ungerecht sein könne. Böse Handlungen könnten nicht auf Gott zurückgeführt werden, da allein die Menschen verantwortlich für diese seien. Denn sie seien es mit ihrer Intention, die die Konsequenzen ihres Handelns erwärben. Der Autor legt hier die Idee des Kasb zugrunde, die auf den muʿtazilitischen Denker Dirār ibn ʿAmr (gest. 815) zurückgeht und später von der aschʿaritischen Schule übernommen wurde.
An einer Stelle schreibt der Autor:

„Wisse dennoch, dass zuungunsten und zugunsten deiner festgelegt wurde, dass du, wenn du Gutes tust, Gutes vorfinden wirst, und wenn du Böses tust, Böses vorfinden wirst. Dein Unterlassen des Guten kommt von deinem Handeln für das Böse, und dein Handeln für das Böse kommt von deinem Unterlassen des Guten. Das alles ist Handeln (ʿamal). Etwas von der Belohnung kann nur durch die Handlung erlangt werden. Sie wird nur durch Bemühung gewonnen, so wie die Frucht nur nach dem Pflanzen des Baumes geerntet werden kann.“

Bellver sieht hierin eine Aussage, die mit dem muʿtazilitischen Grundsatz al-waʿd wa-l-waʿīd übereinstimmt, und deutet sie als eine Bestätigung dafür, dass der Text von Ibn Masarra stammt, da in arabischen biographischen Berichten davon die Rede ist, dass Ibn Masarra diesen Grundsatz vertreten hat. Die strenge Betonung dieses Grundsatzes in der Risālat Ittifāq al-ʿadl bi-l-qadar liefert für Bellver auch eine Erklärung dafür, warum Ibn Masarra von Ibn Hazm bezüglich des Qadar als muʿtazilitischer Denker eingeordnet wurde.

### Arabische Quellen und Texteditionen
- Pilar Garrido Clemente: Edición crítica de la Risālat al-Iʿtibār de Ibn Masarra de Córdoba. In: Miscelánea de Estudios Árabes y Hebraicos. 56 (2007) 81-104. Digitalisat
- Pilar Garrido Clemente: Edición crítica del K. Jawāṣṣ al-ḥurūf de Ibn Masarra. In:  Al-Andalus-Magreb. 14 (2007) 51-89. Digitalisat
- Ibn Ḥazm: Rasāʾil. Ed. Iḥsān ʿAbbās. 4 Bde. Beirut: al-Muʾassasa al-ʿArabīya li-d-Dirāsāt wa-n-Našr, 1980–1983. Hier Bd. IV, S. 361–416. Digitalisat

### Sekundärliteratur
- Binyamin Abrahamov: Ibn al-'Arabi and the Sufis. Oxford: Anqa Publishing 2014.
- Miguel Asín Palacios: The mystical philosophy of Ibn Masarra and his followers. Translated by Elmer H. Douglas. Brill, Leiden, 1978.
- Abdessamad Belhaj: Ibn Masarrah. In: Ibrahim Kalin (Hrsg.): The Oxford Encyclopedia of Philosophy, Science, and Technology in Islam. Oxford University Press, Oxford, 2014. Bd. I, S. 344–46.
- José Bellver: The Beginnings of Rational Theology in al-Andalus:Ibn Masarra and his Refutation of al-Kindī’s On First Philosophy. In: Al-Qanṭara. Band 41, Nr. 2, 2020, ISSN 1988-2955, S. 323–371, doi:10.3989/alqantara.2020.009.
- Godefroid de Callataÿ: Philosophy and Bāṭinism in al-Andalus: Ibn Masarra’s “Risālat al-Iʿtibār” and the “Rasāʾil Ikhwān al-Ṣafā”. In: Jerusalem Studies in Arabic and Islam. 41 (2014) S. 261–312.
- Yousef Casewit: The Mystics of al-Andalus. Ibn Barrajān and Islamic Thought in the Twelfth Century. Cambridge: Cambridge University Press 2017.
- Michael Ebstein: Classifications of Knowledge in Classical Islamic Mysticism: from Eastern Sufi Sources to the Writings of Muḥyī l-Dīn Ibn al-ʿArabī. In: Studia Islamica. 115.1 (2020) 33-64.
- Michael Ebstein: “In Truth You are the Polytheist!”: Mythic Elements in Ibn al-ʿArabī’s Teachings on the Divine Names. In: Intellectual History of the Islamicate World. 6.3 (2018) 359-387.
- Michael Ebstein: Ibn Masarra. In: Kate Fleet, Gudrun Krämer, Denis Matringe, John Nawas, Everett Rowson (Hrsg.): Encyclopaedia of Islam, THREE., erstmals online veröffentlicht 2016. Oder: (Academia).
- Michael Ebstein: Mysticism and Philosophy in al-Andalus: Ibn Masarra, Ibn al-ʿArabī and the Ismāʿīlī Tradition. Leiden, Brill, 2013.
- Michael Ebstein und Sara Sviri: “The so-called Risālat al-ḥurūf (Epistle on Letters) ascribed to Sahl al-Tustarī and Letter Mysticism in al-Andalus”. In: Journal Asiatique. 299 (2011) 213-270.
- Pilar Garrido Clemente: Situación actual de los estudios sobre Ibn Masarra de Córdoba, precursor de Ibn flarabī. In: Estudios Humanísticos. Filología. 29 (2007) 443-454. Digitalisat
- Pilar Garrido Clemente: Traducción anotada de la Risālat al-Iʿtibār de Ibn Masarra de Córdoba. In: Estudios Humanísticos. Filología. 30 (2008) 139-163.
- Pilar Garrido Clemente: Ibn Masarra a través de las fuentes: Obras halladas y escritos desconocidos. In: Estudios Humanísticos. Filología. 31 (2009) 87-106. Digitalisat
- Pilar Garrido Clemente: El debate acerca del presunto influjo del Pseudo-Empédocles en el pensamiento de Ibn Masarra de Córdoba. In: Revista española de filosofía medieval. 16 (2009) 23-34. Digitalisat
- Pilar Garrido Clemente: Notas sobre la atribución de las doctrinas del qadar, las dos ciencias y la adquisición de la profecía a Ibn Masarra de Córdoba. In: Al-Andalus Magreb: Estudios árabes e islámicos. :16 (2009) 163-184. Digitalisat
- Pilar Garrido Clemente: ¿Era Ibn Masarra de Córdoba un filósofo? In: Anaquel de estudios árabes. 21 (2010) S. 123–140 (revistas.ucm.es Digitalisat).
- Miguel Cruz Hernández: Islamic Thought in the Iberian Peninsula. In: Salma Khadra Jayyusi (Hrsg.): The Legacy of Muslim Spain. Brill, Leiden, 1992. S. 777–803.
- Hülya Küçük: Light upon Light in Andalusī Sufism: Abū l-Ḥakam Ibn Barrajān (d. 536/1141) and Muḥyī l-Dīn Ibn al-ʿArabī (d. 638/1240) as Developer of His Hermeneutics. Part 1: Ibn Barrajān's Life and Works. In: Zeitschrift der Deutschen Morgenländischen Gesellschaft. 163.1, 2013, S. 87–116. Digitalisat
- Gracia López-Anguita:  Ibn ʿArabī’s Metaphysics in the Context of Andalusian Mysticism: Some Akbarian Concepts in the Light of Ibn Masarra and Ibn Barrajān. In: Religions.12.1 (2021) 40 (1-19).
- Samuel M. Stern: Ibn Masarra, follower of Pseudo-Enpedocles – an illusion. In: Biblos (Coimbra). 46 (1970) S. 325–337.
- Sarah Stroumsa: Ibn Masarra and the Beginnings of Mystical Thought in al-Andalus. In: Peter Schäfer,  Elisabeth Müller-Luckner (Hrsg.): Wege mystischer Gotteserfahrung. Judentum, Christentum und Islam. München: R. Oldenburg Verlag 2006, S. 97–112.
- Sarah Stroumsa: Ibn Masarra’s (d. 931) Third Book. In: Khaled El-Rouayheb, Sabine Schmidtke (Hrsg.): The Oxford Handbook of Islamic Philosophy. Oxford und New York, Oxford University Press, 2016, S. 83–100.
- Sarah Stroumsa: Andalus and Sefarad: On Philosophy and Its History in Islamic Spain. Princeton: Princeton University Press 2019.
- Sarah Stroumsa und Sara Sviri: The Beginnings of Mystical Philosophy in al-Andalus: Ibn Masarra and his Epistle on Contemplation. In: Jerusalem Studies in Arabic and Islam. 36 (2009) 201–253.
- Emilio Tornero: Noticia sobre la publicación de obras inéditas de Ibn Masarra. In: Al-Qantara. 14 (1993) S. 47–64.